# کتک (شهرکرد)

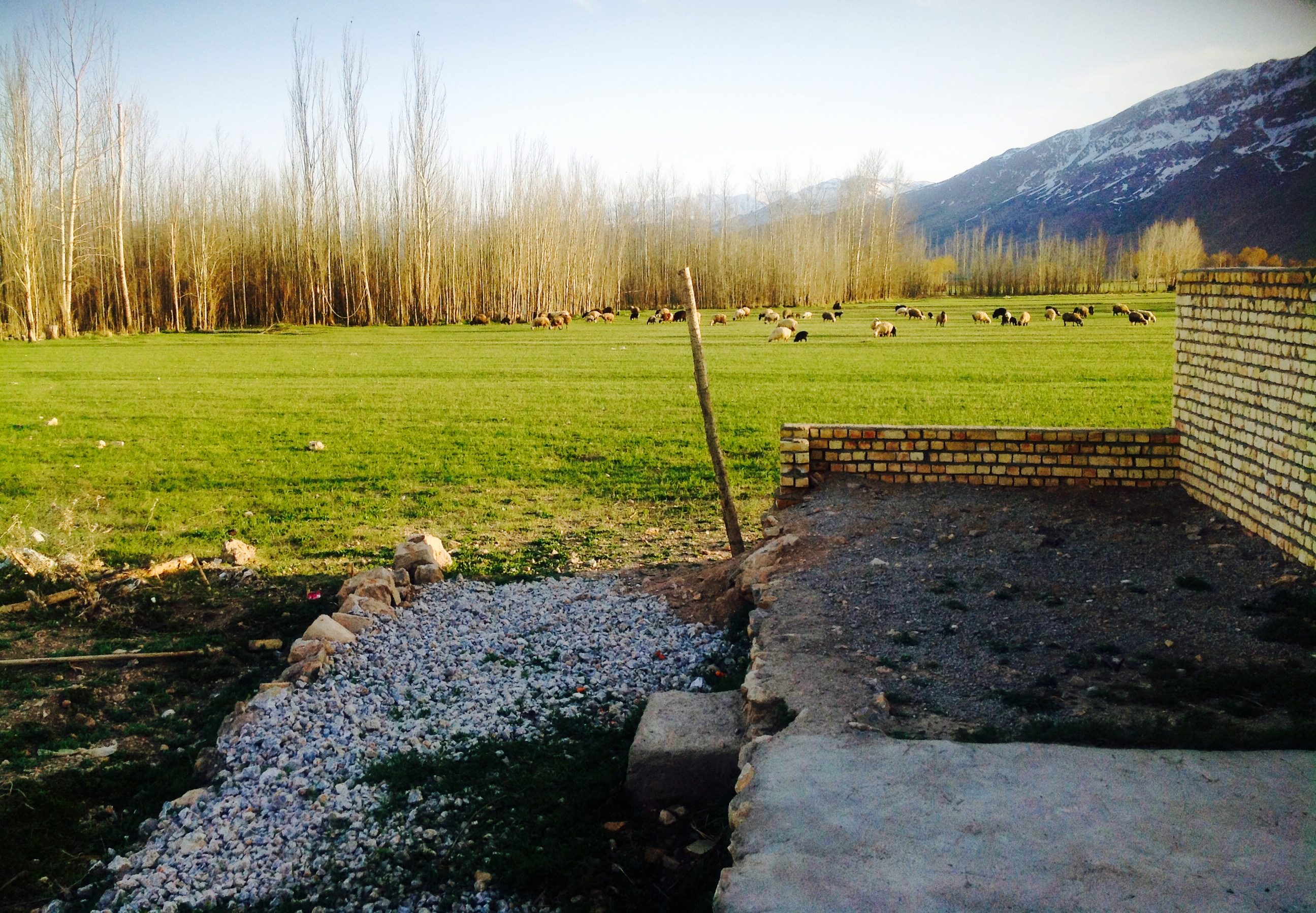
روز آفتابی در کتک

کَتَک، روستایی از توابع بخش لاران شهرستان شهرکرد در استان چهارمحال و بختیاری ایران است.

## جمعیت
این روستا در دهستان لار قرار دارد و براساس سرشماری مرکز آمار ایران در سال ۱۳۸۵، جمعیت آن ۲۰۱ نفر (۴۹خانوار) بوده‌است.